# عبد الرحمن بن أذينة العبدي
عبد الرحمن العبدي البصري القاضي (تاريخ الولادة غير معلوم ~ ومات سنة 95 للهجرة) هو ابن التابعي أذينة بن سلمة العبدي. قاض البصرة، وَلِيَ قضاءها مرتين.

## نسبه وحياته
هو عبد الرحمن بن أذينة بن سلمة بن الحارث بن خالد بن عائد بن سعد بن ثعلبة بن غنم بن مالك بن بهثة بن عبد القيس العبدي. وأمه هي دقرة بنت غالب الراسبية البصرية. واختلف في نسبه فقيل من بني عبد القيس وأنه العبدي، وقيل الكناني الليثي، وقيل الشني واعتبر ابن عبد البر وابن الأثير الجزري أن نسبته إلى عبد القيس العبدي أقوى.
ولي القضاء في عهد الخليفة معاوية بأمر من زياد بن أبيه وبقي في القضاء زمن يزيد وابنه معاوية وزمن عبد الله بن الزبير ومروان بن الحكم حتى فتنة عبد الرحمن بن الأشعث في زمن عبد الملك بن مروان فاعتزل القضاء.
وبعد موت ابن الأشعث، أمر الحجاج الثقفي عبد الرحمن بن أذينة بالعودة للقضاء، فوافق وعاد للقضاء في سنة 83 للهجرة وبقي قاضياً عليها حتى وفاته.

## روايته للحديث
روى حديثاً عن أبيه عن النبي محمد ﷺ ‹من حلف على يمين فرأى غيرها خيراً منها، فليأت الذي هو خير، وليكفر عن يمينه".›، وروى حديثاً في عتق جارية لعائشة بنت أبي بكر .